# Roland Pfeifer
Roland Pfeifer (6 maggio 1964) è un allenatore di sci alpino ed ex sciatore alpino austriaco.

## Biografia

### Carriera sciistica
Originario di Gisingen di Feldkirch, Pfeifer ottenne i primi risultati in campo internazionale durante la stagione 1983-1984 in Coppa Europa, quando fu 2º nella classifica di slalom speciale, mentre nella successiva stagione 1984-1985 fu 3º nella classifica generale. In Coppa del Mondo ottenne il primo piazzamento il 20 dicembre 1985 a Kranjska Gora in slalom gigante (12º), conquistò il miglior risultato il 27 novembre 1987 a Sestriere in slalom speciale (5º) e colse l'ultimo piazzamento il 20 dicembre successivo a Kranjska Gora nella medesima specialità (14º); sempre in slalom speciale ai Campionati austriaci 1988 conquistò la medaglia di bronzo, suo ultimo piazzamento agonistico. Non prese parte a rassegne olimpiche né ottenne piazzamenti ai Campionati mondiali.

### Carriera da allenatore
Dopo il ritiro è divenuto allenatore nei quadri della federazione statunitense, dal 2011 al 2015 (seguendo in particolare Mikaela Shiffrin), e in seguito in quelli della federazione canadese.

## Palmarès

### Coppa del Mondo
- Miglior piazzamento in classifica generale: 66º nel 1988

### Coppa Europa
- Miglior piazzamento in classifica generale: 3º nel 1985[1]
- 9 podi:
  -  3 vittorie[senza fonte]

#### Coppa Europa - vittorie
| Stagione  | Località | Paese      | Specialità |
| --------- | -------- | ---------- | ---------- |
| 1983-1984 | Tarvisio | Italia     | SL         |
| 1983-1984 | Kopaonik | Jugoslavia | SL         |
| 1987-1988 | Auron    | Francia    | SL         |

Legenda:

SL = slalom speciale

### Campionati austriaci
- 3 medaglie[1]:
  - 1 argento (combinata nel 1985)
  - 2 bronzi (slalom speciale nel 1986; slalom speciale nel 1988)